# Unbienni
L'unbienni o eka-berkeli és el nom temporal d'un element químic desconegut de la taula periòdica que té el símbol Ube i nombre atòmic Z=129. L'element 129 és d'interès científic però no és part de la hipotètica illa d'estabilitat, a més pertany als superactínids i és un element transuránic. La configuració electrònica predictiva que posseeix aquest element és: [ Og ] 8s² 8p² 6f³ 5g4. La seva massa atòmica predictiva és de 342.

## Nom
El nom temporal de l'unbiennium ve del llatí i significa ‘un-dos-nou’. Addicionalment, correspon a un nom sistemàtic d'element, que es fa servir com a marcador de posició fins que es confirmi la seva existència per un grup de recerca encarregat i la IUPAC decideixi el seu nom definitiu.

## Estabilitat dels nucleids d'aquesta mida
Mai no s’ha observat cap superactínide i no se sap si l'existència d’un àtom tan pesant és físicament possible.
El model en capes del nucli atòmic prediu l'existència de nombres màgics per tipus de nucleó a causa de l'estratificació de neutrons i protons en nivells d'energia quàntica al nucli postulat per aquest model, com el que succeeix amb els electrons a nivell atòmic.; un d’aquests nombres màgics és el 126, observat per als neutrons, però encara no per als protons, mentre que el següent número màgic, el 184, maig no s’ha observat: S'espera que els núclids amb aproximadament 126 protons i 184 neutrons ser significativament més estables que els núclids veïns, possiblement amb vides mitjanes de més d'un segon, el que constituiria una "illa d'estabilitat".
La dificultat és que, per als àtoms superpesants, la determinació dels nombres màgics sembla més delicada que per als àtoms lleugers, de manera que, segons els models, el següent número màgic seria buscar Z entre 114 i 126.